# Liwā' al Bādīyah ash Shamālīyah al Gharbīyah
Liwā' al Bādīyah ash Shamālīyah al Gharbīyah (arabiska: لواء البادية الشمالية الغربية) är ett departement i Jordanien.   Det ligger i guvernementet Mafraq, i den norra delen av landet, 60 km nordost om huvudstaden Amman.